# Columbia Automobile
Columbia Automobile – jedno z najstarszych przedsiębiorstw zajmujących się produkcją samochodów. Założone zostało w stanie Connecticut (USA) w 1899 roku.
W 1899 roku przedsiębiorstwo to, modelem Columbia Electric Coach rozpoczęło masową produkcję pojazdów elektrycznych.
Fabryka zajmowała ogromną, jak na owe czasy, powierzchnię prawie 70 000 m² i zatrudniała ponad 10 000 pracowników. W 1898 roku wprowadziła na rynek pierwszy w Ameryce bezłańcuchowy rower, a od 1899 roku produkowała rocznie setki automobili, podczas gdy większość jej konkurentów zaledwie kilkadziesiąt.